# Hubertusbach (Endenicher Bach)
Der Hubertusbach ist ein Bach in Bonn. Seine Gesamtlänge beträgt 0,46 Kilometer, sein Einzugsbereich umfasst 0,1 Quadratkilometer. 

## Verlauf
Der Hubertusbach entspringt im Bonner Ortsteil Ückesdorf aus einem Quellschacht an der Hubertusstraße und mündet im geodätischen Übungsfeld der Universität in den Katzenlochbach. Die Mündung befindet sich knapp innerhalb des Biotops Katzenlochbachtal, welches Teil des Naturschutzgebietes Kottenforst ist.

## Charakteristik
Der Hubertusbach ist ein mäßig naturnaher und teilweise begradigter, in die Agrarlandschaft eingeschnittener Bach. Zeitweise hat er keine Wasserführung. Kurz vor seiner Mündung ist der Hubertusbach auf einer Fließstrecke von 120 Metern verrohrt, wobei im Zuge der Umsetzung der WRRL jedoch eine komplette Freilegung und die Ausgestaltung eines linearen Biotops entlang des Bachlaufes geplant sind.

## Galerie

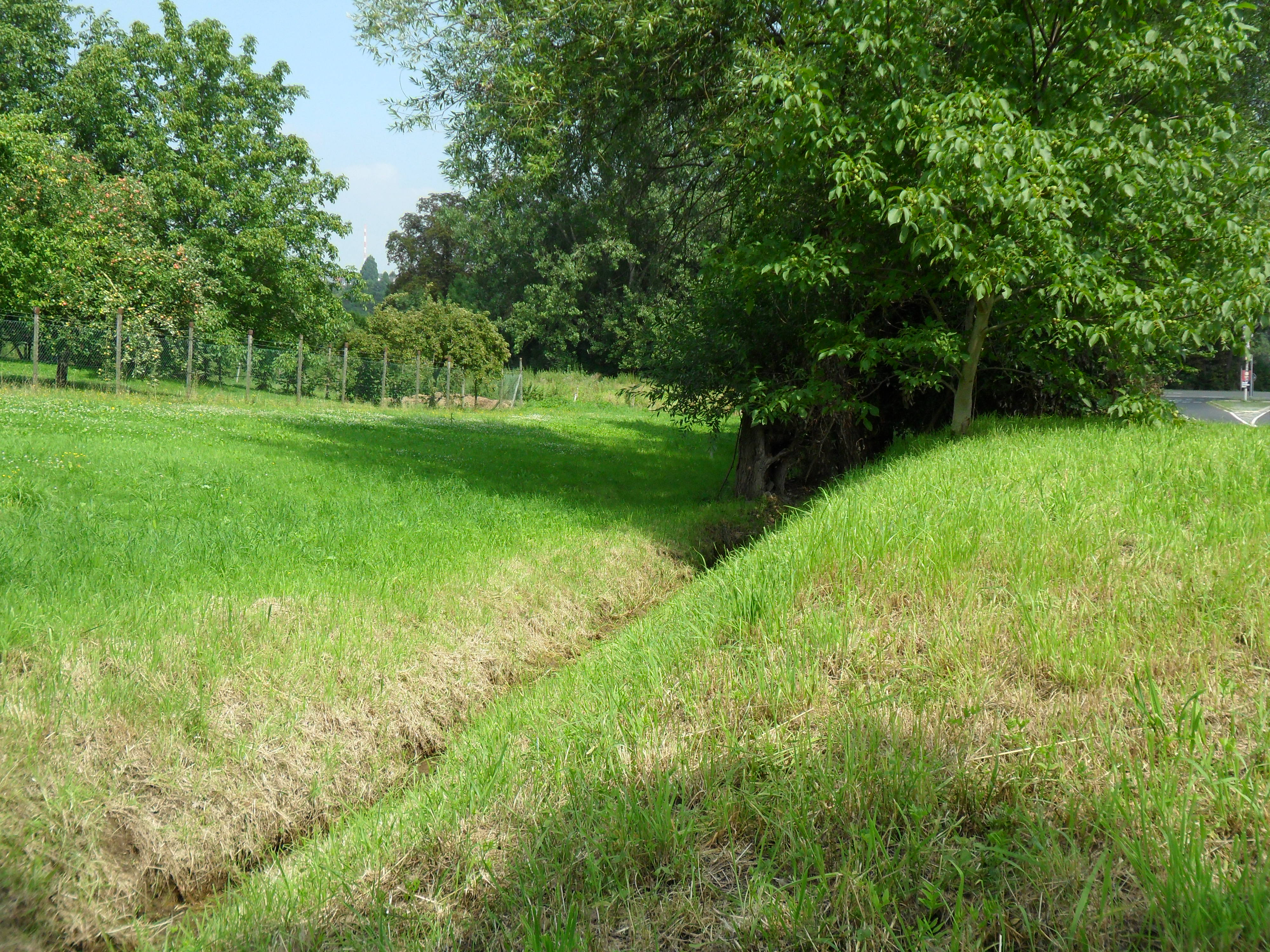
Der Hubertusbach auf seinen ersten Metern